# Przejście graniczne Słubice-Frankfurt (drogowe)
Przejście graniczne Słubice-Frankfurt – istniejące do 2007 polsko-niemieckie drogowe przejście graniczne, położone w województwie lubuskim, w powiecie słubickim, w gminie Słubice, w mieście Słubice.

## Opis
Przejście graniczne Słubice-Frankfurt z miejscem odprawy granicznej po stronie niemieckiej w miejscowości Frankfurt czynne było przez całą dobę. Dopuszczone było przekraczanie granicy dla ruchu osobowego i mały ruch graniczny. Kontrolę graniczną, osób, towarów i środków transportu wykonywała kolejno: Graniczna Placówka Kontrolna Straży Granicznej w Świecku, Placówka Straży Granicznej w Świecku. Obie miejscowości łączył most na rzece Odrze. Do przejścia granicznego po stronie polskiej można było dojechać drogą krajową nr 29, a po stronie niemieckiej niemieckiej Bundesstraße 5.
21 grudnia 2007 na mocy układu z Schengen przejście graniczne zostało zlikwidowane.

### Przejścia graniczne z NRD
W okresie istnienia Niemieckiej Republiki Demokratycznej funkcjonowało w tym miejscu polsko-niemieckie drogowe przejście graniczne Słubice. Czynne było codziennie przez całą dobę. Dopuszczone było przekraczanie granicy dla ruchu osobowego.
Tylko dla obywateli:
1. Ludowej Republiki Bułgarii
2. Czechosłowackiej Republiki Socjalistycznej
3. Niemieckiej Republiki Demokratycznej
4. Polskiej Rzeczypospolitej Ludowej
5. Socjalistycznej Republiki Rumunii
6. Węgierskiej Republiki Ludowej
7. Związku Socjalistycznych Republik Radzieckich
8. Mongolskiej Republiki Ludowej.

- 1972 – 18 lutego przedstawiciele organów granicznych i celnych PRL i NRD podpisali protokół o wprowadzeniu wspólnej kontroli granicznej i celnej na przejściach granicznych: Słubice-Frankfurt, Gubin-Wilhelm Pieck-Stad Guben. Postanowienia o wspólnej kontroli granicznej rozciągnięto później na pozostałe przejścia na granicy zachodniej[7].

Kontrolę graniczną, osób, towarów i środków transportu wykonywała Graniczna Placówka Kontrolna Słubice.
W październiku 1945 na granicy polsko-niemieckiej, w ramach tworzących się Wojsk Ochrony Pogranicza utworzono Przejściowy Punkt Kontrolny Słubice – drogowy I kategorii nr 6.

## Galeria

Przejście graniczne Słubice-Frankfurt (drogowe)
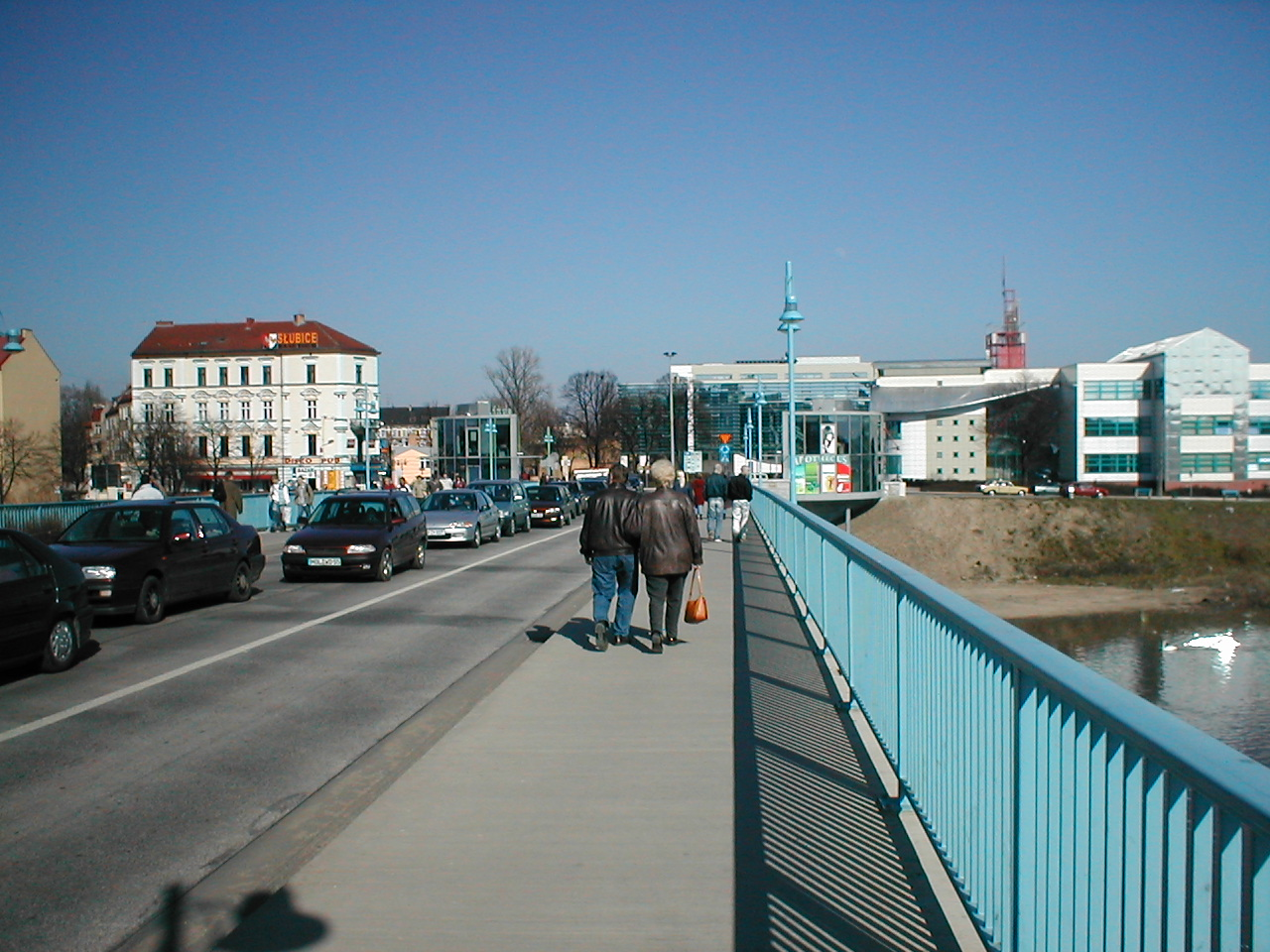
Most graniczny Słubice – Frankfurt (marzec 2005)
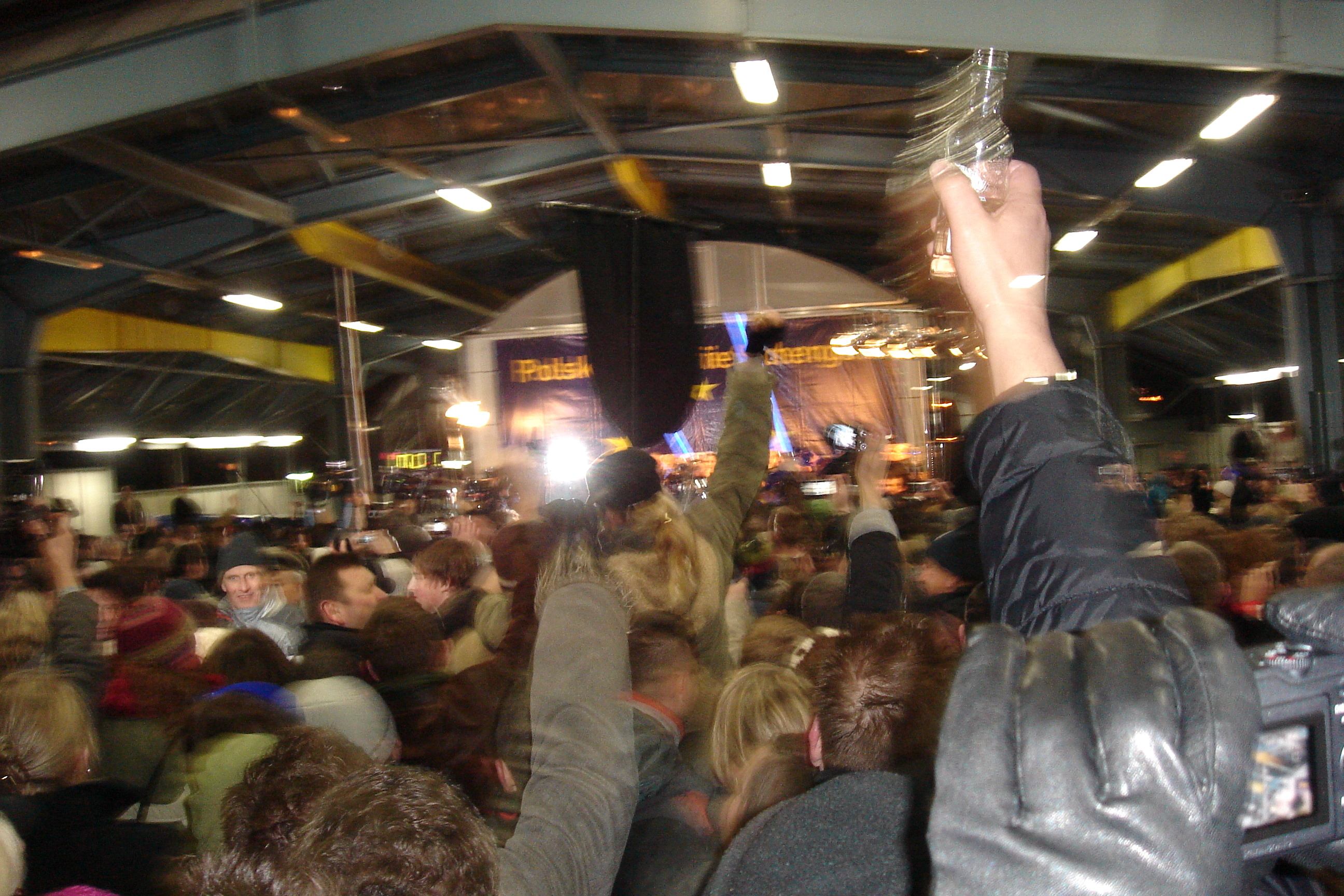
Wybuch radości tłumów zebranych na moście granicznym w momencie zniesienia kontroli na granicy Polsko-Niemieckiej (grudzień 2007)
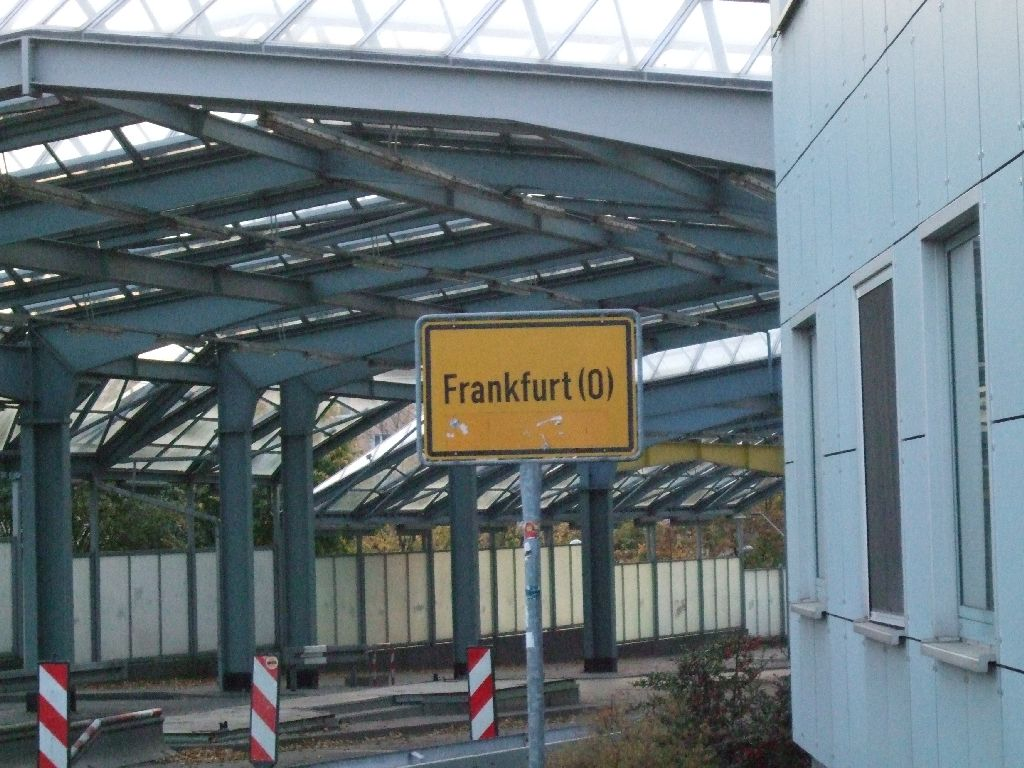
(październik 2008)

Stemple kontroli granicznej
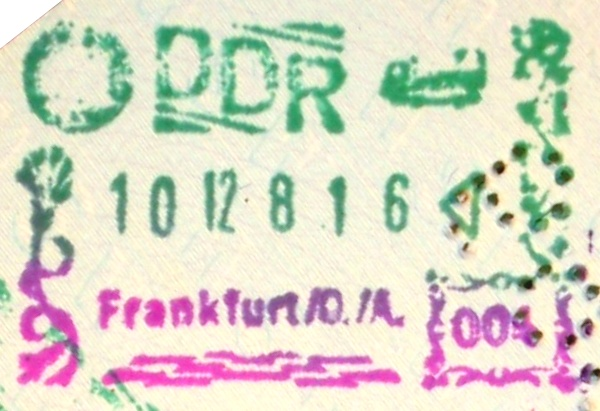
NRD
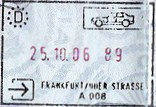
RFN
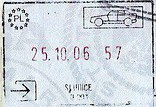
RP